# هایپوپیون
هایپوپیون یا هایپوپیِن (به انگلیسی: Hypopyon) به وجود سلول‌های التهابی در اتاق قدامی چشم گویند، که این تجمع گلوبولهای سفید همراه با قرمزی ملتحمه و اپی اسکلرا می‌باشد، یک علامت التهاب عنبیه و یووه‌آ می‌باشد، که شکلی از یووئیت قدامی است، می‌تواند به صورت استریل یا غیر استریل باشد.

## تشخیص افتراقی

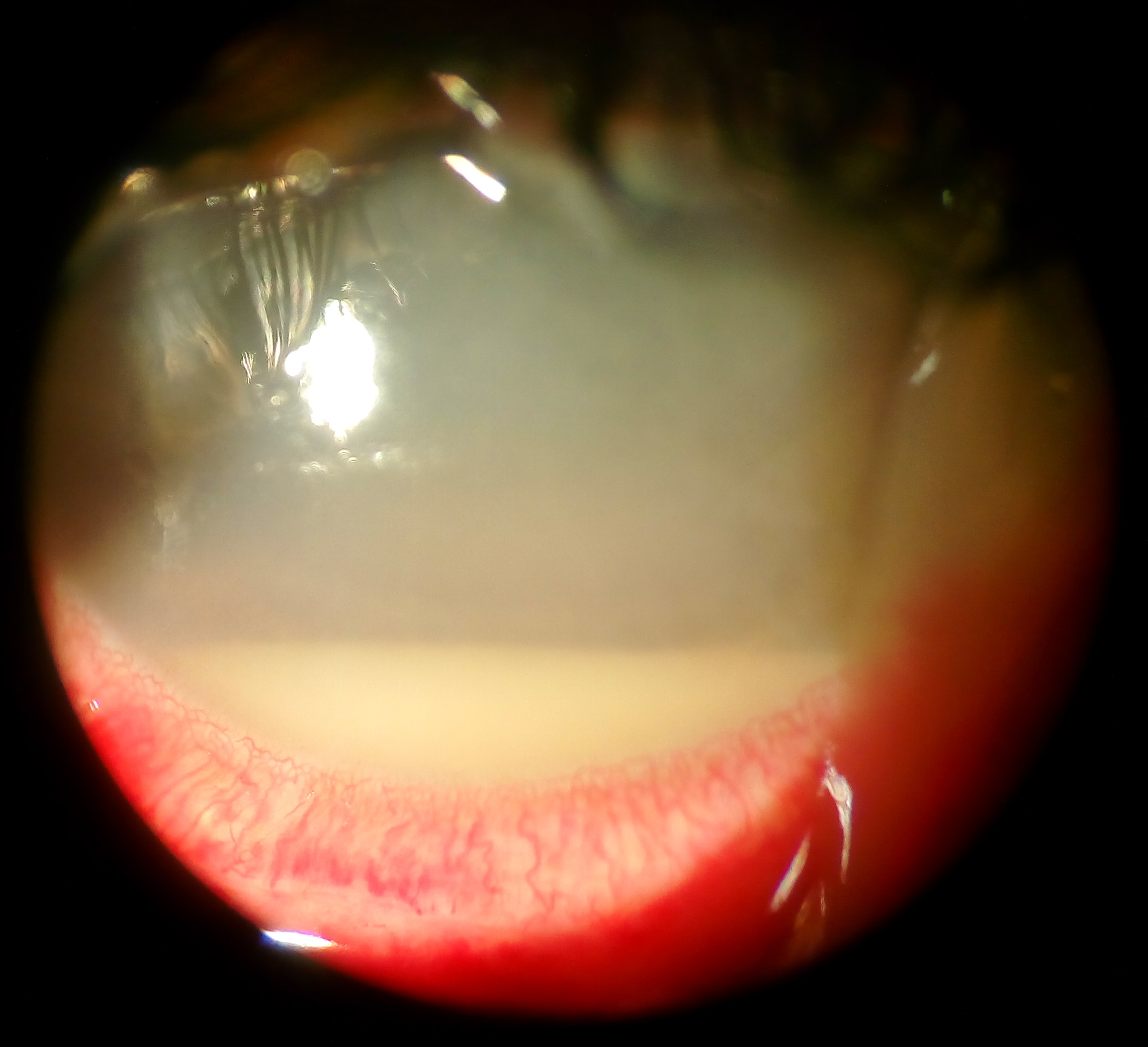
Slit Lamp view of hypopyon

هایپوپیون می‌تواند در زخم قرنیه، بیماری بهجت، اندوفتالمیت، یووئیت و واکنش به داروها وجود داشته باشد، به عنوان چرک استریل هم شناخته می‌شود که به علت رها شدن توکسین می‌باشد، هایپوپیون تنها چرک در بدن است که هیچ درمان خاصی به عنوان درمان علت زمینه‌ای ندارد؛ هایپوپیون معکوس وجود دارد که پس از ویترکتومی که با تزریق روغن سیلیکون انجام می‌شود و این روغن به اتاق قدامی تراوش می‌کند و این نوع هایپوپیون را ایجاد می‌کند.

## درمان
هایپوپیون نباید تخلیه شود بخاطر اینکه محافظی در برابر پاتوژنهای مهاجم گلبولهای سفید است البته به صورت طولانی مدت باعث گلوکوم زاویه بسته و چسبندگی قدامی می‌شود.